# WDNCh (stacja metra)
WDNCh (ros. ВДНХ – wymowa We De En Cha) – stacja moskiewskiego metra (kod 090) linii Kałużsko-Ryskiej zlokalizowana  w północno-wschodnim okręgu administracyjnym Moskwy w sąsiedztwie Ogólnorosyjskiego Centrum Wystawowego, do którego dawnej skrótowej nazwy nawiązuje nazwa stacji. W pobliżu znajduje się stacja "Wystawocznyj centr" (Вы́ставочный центр) kolei jednoszynowej. Wyjścia prowadzą na ulice Prospekt Mira, Kosmonawtow i Ostankinskij Projezd.

## Nazwa
Podczas otwarcia stacji nadano nazwę WSChW od Wszechzwiązkowej Wystawy Rolniczej (Всесоюзная сельскохозяйственная выставка – ВСХВ). W 1959 roku rada ministrów ZSRR postanowiła o zmianie nazwy wystawy na Wystawa Osiągnięć Gospodarki Narodowej ZSRR (Выставка достижений народного хозяйства – ВДНХ) i taką też nazwę nadano stacji 12 grudnia tego roku. 23 czerwca 1992 dekretem prezydenta Federacji Rosyjskiej zmieniono nazwę wystawy na Ogólnorosyjskie Centrum Wystawowe (Всероссийский выставочный центр – ВВЦ), stacja zachowała jednak swoją nazwę, która straciła tym samym formalnie obiekt swego odniesienia. W praktyce jednak Centrum Wystawowe nazywane jest ciągle przez większość mieszkańców Moskwy starą, identyczną z nazwą stacji metra, nazwą tzn. WDNCh. W 1991 roku pojawił się pomysł zmiany nazwy na Wystawowa (Выставочная), a w 1992 na Rostokino (Ростокино) od rejonu, gdzie stacja jest położona, ale oba pomysły zarzucono. W 2008 roku pojawiła się plotka na serwisach internetowych o zmianie nazwy na Kosmiczeskja (Космическая), która nie została potwierdzona.

## Wystrój
Stacja jest trzykomorowa, jednopoziomowa, posiada jeden peron. 18 kolumn obłożono białym marmurem. Podłogi wyłożono szarym i czerwonym granitem. Stację oświetlają żyrandole z ciętego szkła. 

## Odniesienia w kulturze
Stacja jest domem głównego bohatera w powieści Metro 2033 Dmitrija Głuchowskiego i grze komputerowej pod tym samym tytułem. W polskim tłumaczeniu występuje pod nazwą WOGN (będącą rozwinięciem skrótu „Wystawa Osiągnięć Gospodarki Narodowej”).